# Bisdom Santa Elena
Het bisdom Santa Elena (Latijn: Dioecesis Sanctae Helenae) is een rooms-katholiek bisdom met als zetel Santa Elena, in Ecuador. Het bisdom is suffragaan aan het aartsbisdom Guayaquil. 

## Geschiedenis
Het bisdom werd opgericht op 2 februari 2022, uit delen van het aartsbisdom Guayaquil. 

## Parochies
Het bisdom had in 2022 een oppervlakte van 6.343 km2 en telde 400.000 inwoners waarvan 85,0% rooms-katholiek was.

## Bisschoppen
- Guido Iván Minda Chalá (2 februari 2022 - heden)

## Galerij van afbeeldingen

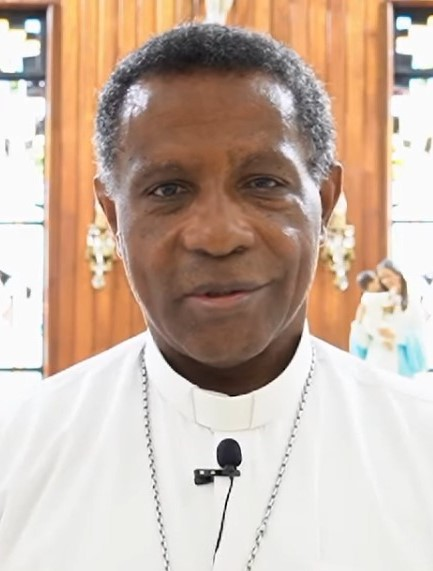
Bisschop Guido Iván Minda Chalá (2022-heden)

Guayaquil (aartsbisdom) · Babahoyo · Daule · San Jacinto · Santa Elena